# Enrico Martino
Enrico Martino (* Turín) je italský novinář a fotograf.

## Knihy
- Ligurie (A. Mondadori, Milán, 1984)
- Duše Indové (EGA Editore, Turín, 1992)
- Lidé volání Torino (EGA Editore, Turín, 1996)
- Mexico (Idealibri, Milán, 1996)
- Burgundy kamene (Idealibri, Milán, 1998)
- Italie (vilo, Paris 2003)
- Mexico (Giunti, odchozí)

## Výstavy
- Reporter'70 (Torino, 1979)
- 35 dnů (Turín, 1980)
- Cestovní ruch a uměleckých center (Milán, 1981)
- Chiapas (Palermo, Messina, Catania, Padově, 1992)
- Baja California (Mexiko City, Queretaro, Acapulco, Buenos Aires, Berlín, Miláno, Řím, 1994-1995)
- Gente di Torino (Turín, 1997)
- Migrantes, domorodé do Mexico City (Chicago 1999, Boloňa 2006)